# Purpuricenus dalmatinus
Purpuricenus dalmatinus is een keversoort uit de familie van de boktorren (Cerambycidae). De wetenschappelijke naam van de soort werd voor het eerst geldig gepubliceerd in 1843 door Sturm.

## Galerij

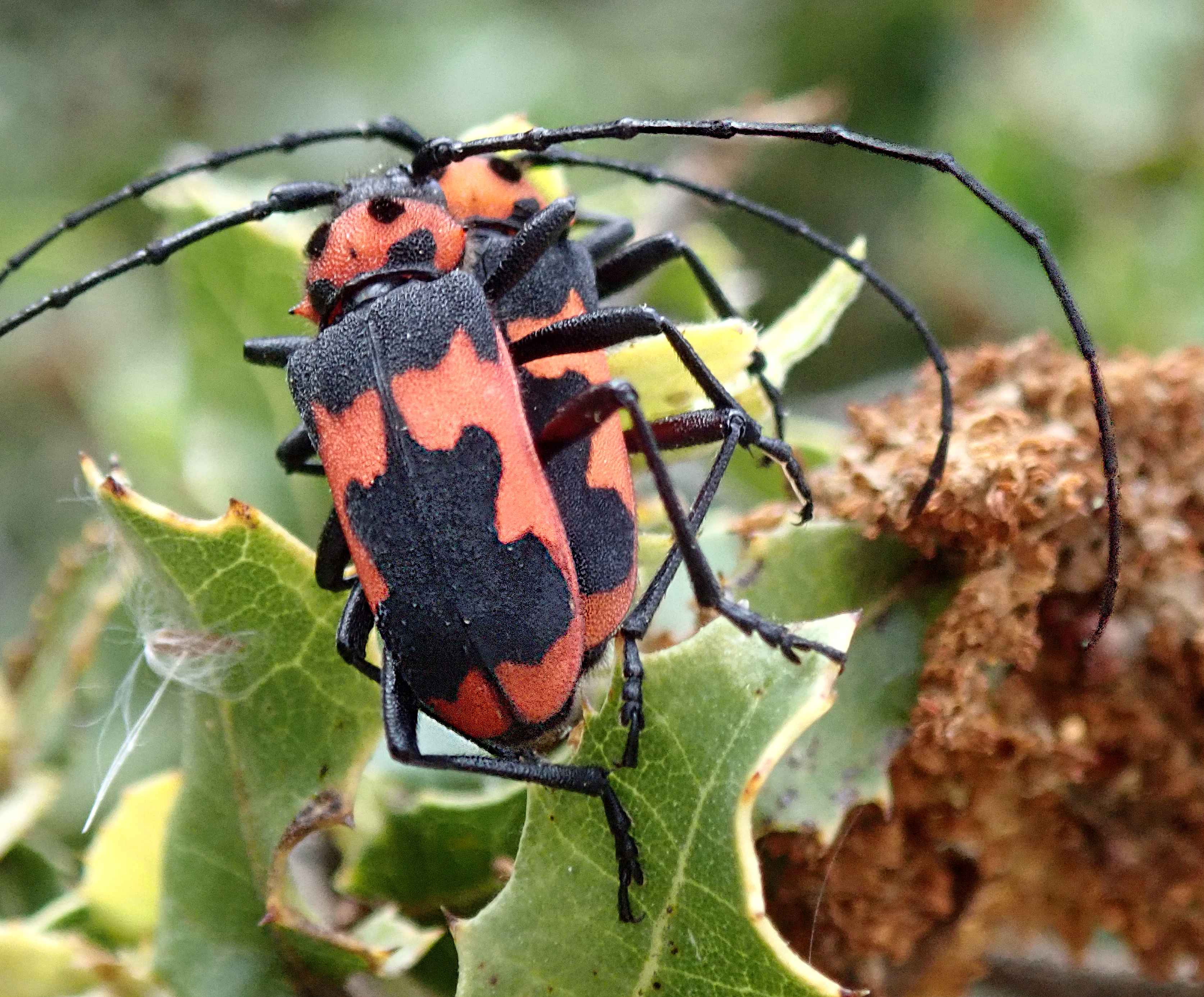
Paar Purpuricenus dalmatian
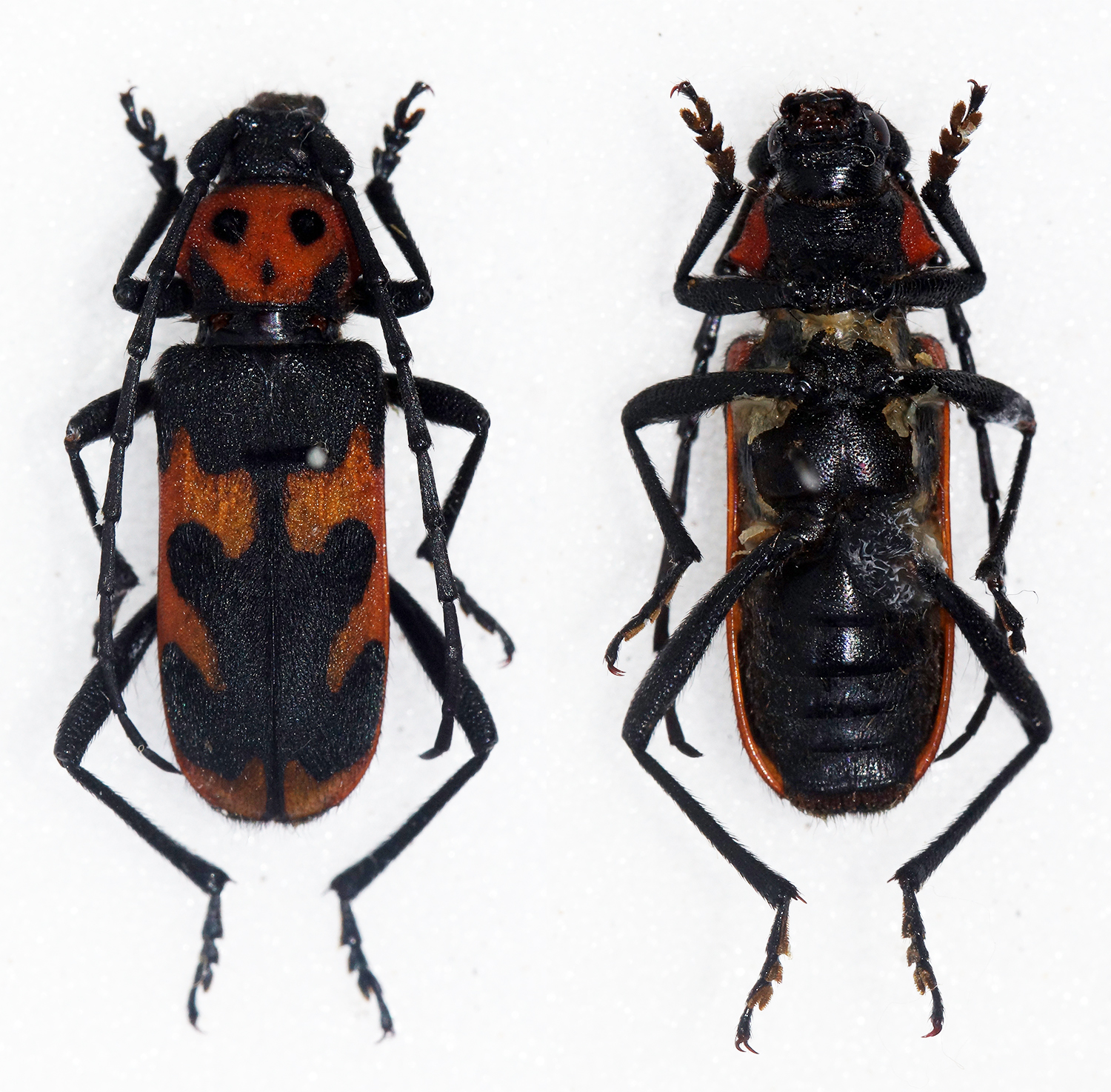
Vrouw
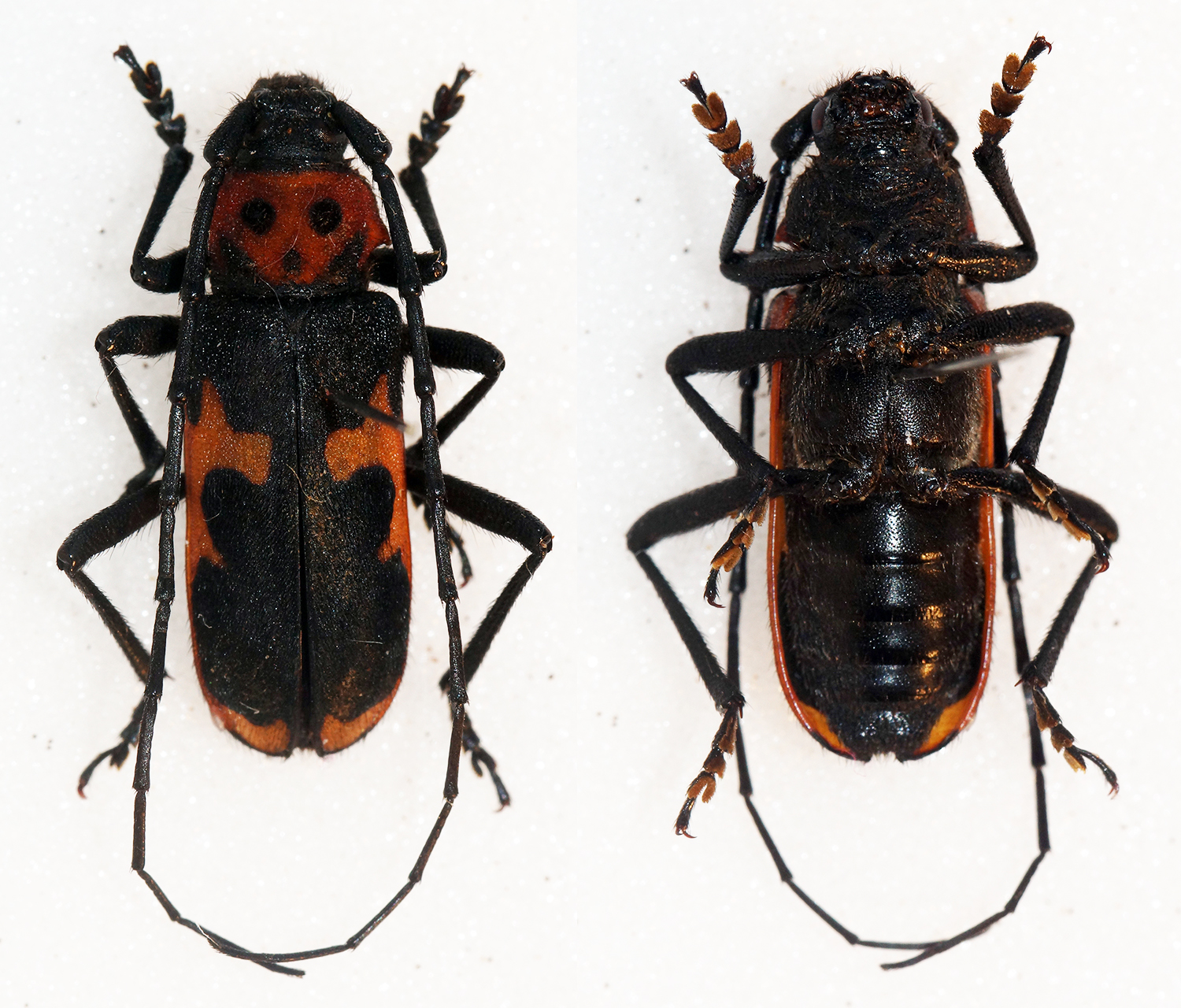
Mannelijk
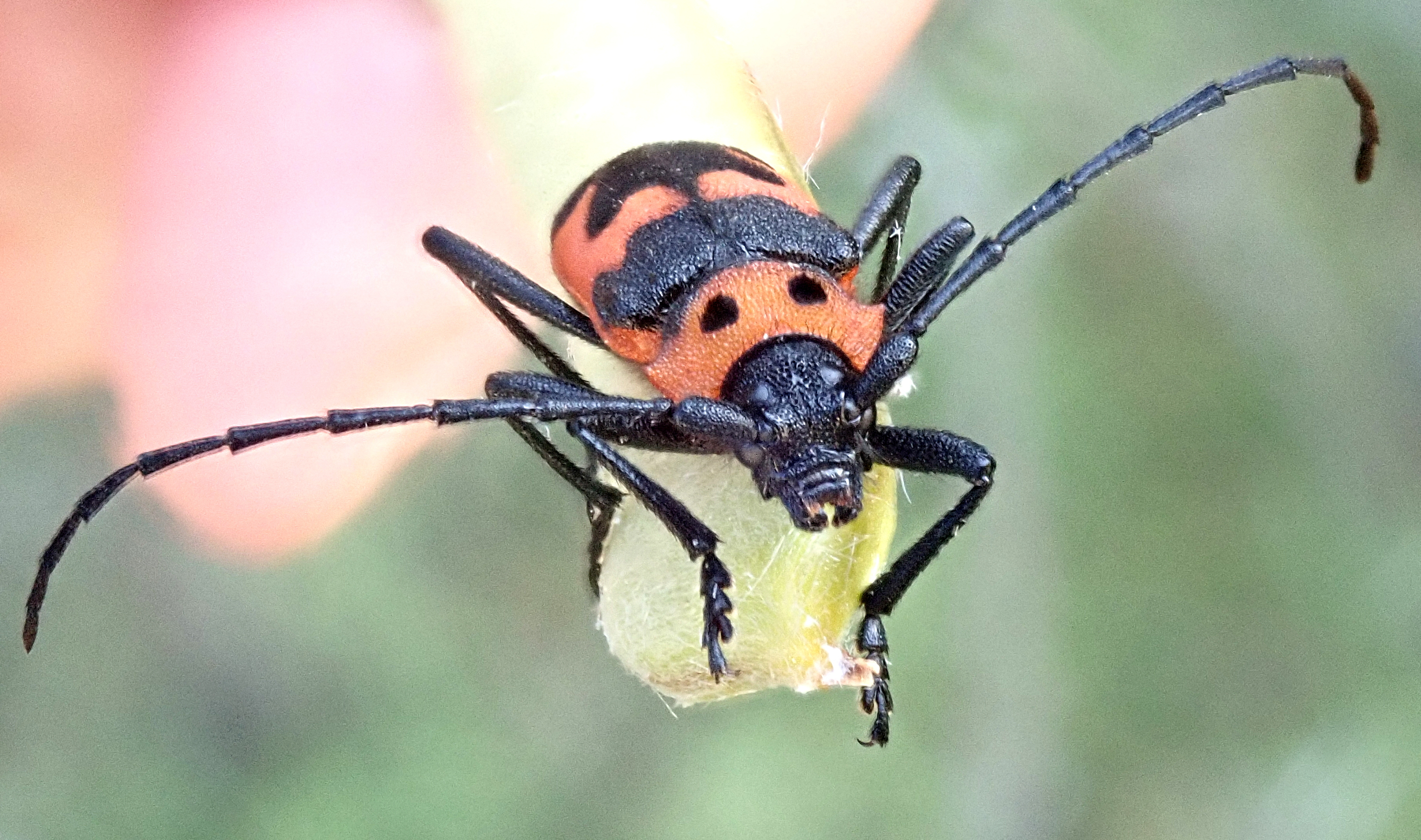
Vooraanzicht
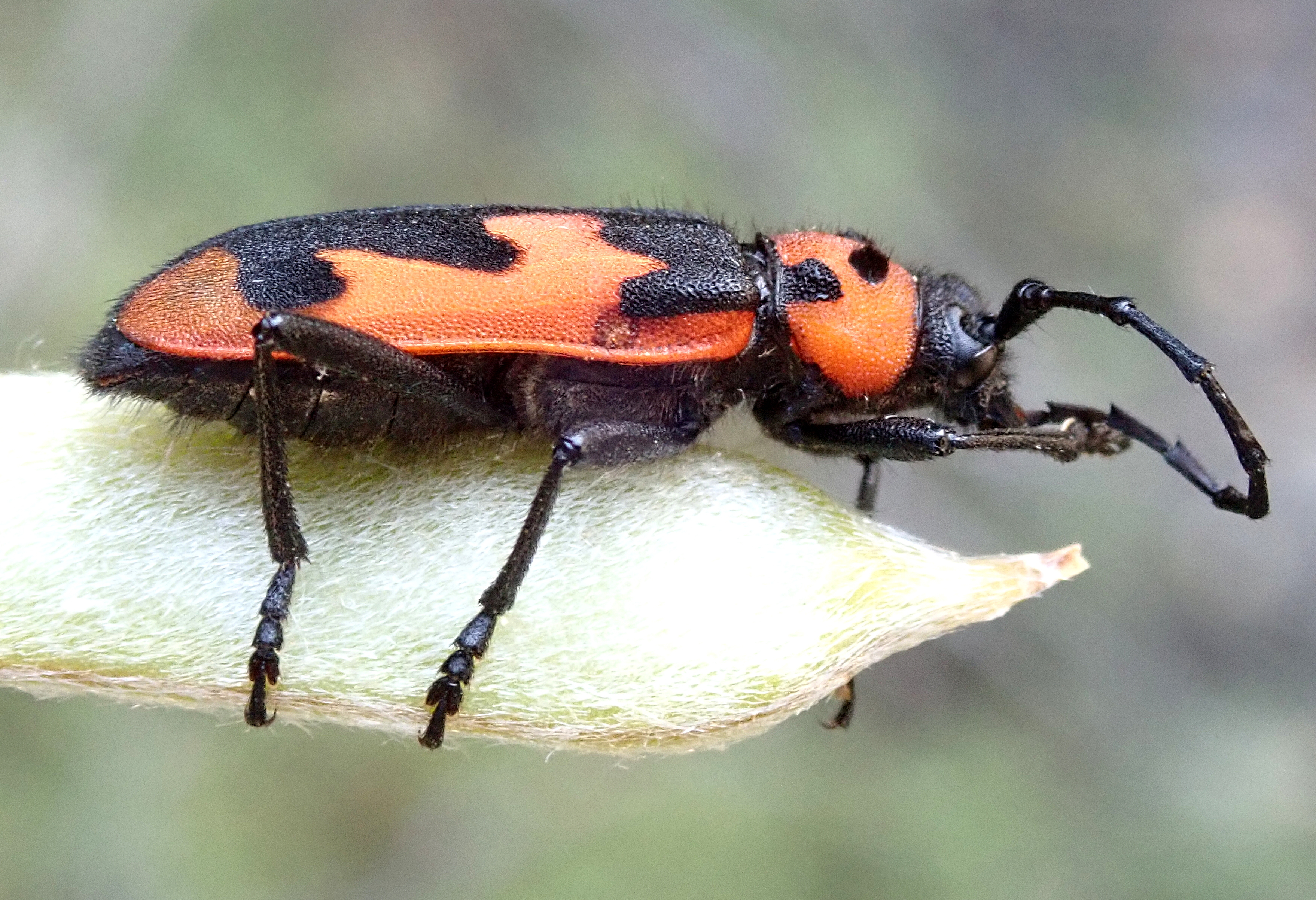
Zijaanzicht
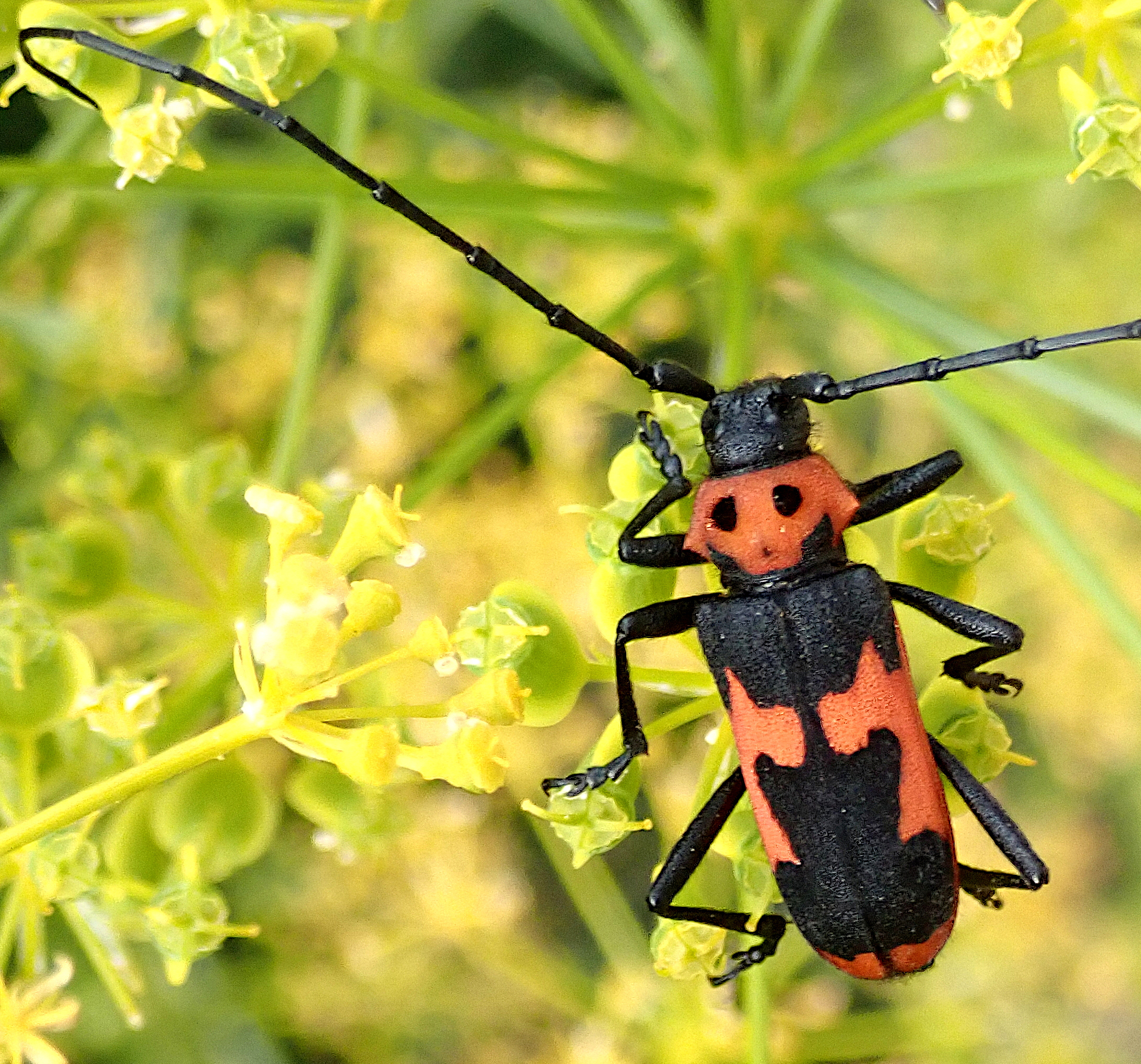
Mannelijk